# Nemapogon gliriella
Nemapogon gliriella is een vlinder uit de familie echte motten (Tineidae). De wetenschappelijke naam is voor het eerst geldig gepubliceerd in 1865 door Heyden.
De soort komt voor in Europa.